# 應該更好的對待你
「應該更好的對待你」（있을 때 잘해 줄 걸）是韓國的男子組合uBEAT的第1枚迷你專輯。於2013年4月22日發行。唱片公司為NH Media。

## 概要
- 「應該更好的對待你」是U-KISS的子團體uBEAT的第1枚迷你專輯。
- 「應該更好的對待你」為此專輯的主打曲目。
- 除了新曲，此專輯更收錄U-KISS第3枚正規韓語專輯「COLLAGE」多首曲目的Remix版本，包括主打曲目《Standing Still》、《Party All The Time》等。

## 收錄內容

### CD
1. Intro
2. 應該更好的對待你（있을 때 잘해 줄 걸）
1st迷你專輯「應該更好的對待你」主打曲目
3. 已經很久（오랜만이야）
4. Standing Still（Remix）
3rd正規韓語專輯《COLLAGE》主打曲目
5. 無法呼吸（Remix）（숨도 못 쉬어）
6. Missing You
7. Party All The Time（Remix）
ELI、AJ主唱
8. Sweety Girl（Remix）
9. 因為我愛你（Remix）（사랑하니까）
10. 應該更好的對待你（Instrumental）
11. 已經很久（Instrumental）